# Cheirostylis
Genre
Cheirostylis est un genre de plantes de la famille des Orchidaceae.

## Liste d'espèces
Selon Catalogue of Life (31 octobre 2017) :
- Cheirostylis bidentata J.J.Sm.
- Cheirostylis bipunctata Aver.
- Cheirostylis calcarata X.H.Jin & S.C.Chen
- Cheirostylis celebensis P.O'Byrne & J.J.Verm.
- Cheirostylis chinensis Rolfe
- Cheirostylis clibborndyeri S.Y.Hu & Barretto
- Cheirostylis cochinchinensis Blume
- Cheirostylis cristata Aver.
- Cheirostylis dendrophila Schltr.
- Cheirostylis divina (Guinea) Summerh.
- Cheirostylis filipetala Aver.
- Cheirostylis flabellata (A.Rich.) Wight
- Cheirostylis foliosa Aver.
- Cheirostylis goldschmidtiana Schltr.
- Cheirostylis grandiflora Blume
- Cheirostylis griffithii Lindl.
- Cheirostylis gunnarii A.N.Rao
- Cheirostylis jamesleungii S.Y.Hu & Barretto
- Cheirostylis javanica J.J.Sm.
- Cheirostylis kabaenae Ormerod
- Cheirostylis latipetala Aver. & Averyanova
- Cheirostylis lepida (Rchb.f.) Rolfe
- Cheirostylis liukiuensis Masam.
- Cheirostylis malipoensis X.H.Jin & S.C.Chen
- Cheirostylis marmorifolia Aver.
- Cheirostylis merrillii (Ames & Quisumb.) Ormerod
- Cheirostylis moniliformis (Griff.) Seidenf.
- Cheirostylis montana Blume
- Cheirostylis monteiroi S.Y.Hu & Barretto
- Cheirostylis notialis D.L.Jones
- Cheirostylis nuda (Thouars) Ormerod
- Cheirostylis octodactyla Ames
- Cheirostylis okabeana Tuyama
- Cheirostylis orobanchoides (F.Muell.) D.L.Jones & M.A.Clem.
- Cheirostylis ovata (F.M.Bailey) Schltr.
- Cheirostylis parvifolia Lindl.
- Cheirostylis pingbianensis K.Y.Lang
- Cheirostylis pubescens C.S.P.Parish & Rchb.f.
- Cheirostylis pusilla Lindl.
- Cheirostylis raymundii Schltr.
- Cheirostylis rubrifolius T.P.Lin & W.M.Lin
- Cheirostylis serpens Aver.
- Cheirostylis sessanica A.N.Rao
- Cheirostylis sherriffii N.Pearce & P.J.Cribb
- Cheirostylis spathulata J.J.Sm.
- Cheirostylis tabiyahanensis (Hayata) N.Pearce & P.J.Cribb
- Cheirostylis takeoi (Hayata) Schltr.
- Cheirostylis thailandica Seidenf.
- Cheirostylis thanmoiensis (Gagnep.) Ormerod
- Cheirostylis tippica A.N.Rao
- Cheirostylis tortilacinia C.S.Leou
- Cheirostylis yunnanensis Rolfe

Selon NCBI (31 octobre 2017) :
- Cheirostylis chinensis
- Cheirostylis cochinchinensis
- Cheirostylis merrillii
- Cheirostylis tabiyahanensis
- Cheirostylis takeoi
- Cheirostylis yunnanensis

Selon The Plant List (31 octobre 2017) :
- Cheirostylis bidentata J.J.Sm.
- Cheirostylis bipunctata Aver.
- Cheirostylis calcarata X.H.Jin & S.C.Chen
- Cheirostylis celebensis P.O'Byrne & J.J.Verm.
- Cheirostylis chinensis Rolfe
- Cheirostylis clibborndyeri S.Y.Hu & Barretto
- Cheirostylis cochinchinensis Blume
- Cheirostylis cristata Aver.
- Cheirostylis dendrophila Schltr.
- Cheirostylis divina (Guinea) Summerh.
- Cheirostylis filipetala Aver.
- Cheirostylis flabellata (A.Rich.) Wight
- Cheirostylis foliosa Aver.
- Cheirostylis goldschmidtiana Schltr.
- Cheirostylis grandiflora Blume
- Cheirostylis griffithii Lindl.
- Cheirostylis gunnarii A.N.Rao
- Cheirostylis jamesleungii S.Y.Hu & Barretto
- Cheirostylis javanica J.J.Sm.
- Cheirostylis kabaenae Ormerod
- Cheirostylis latipetala Aver. & Averyanova
- Cheirostylis lepida (Rchb.f.) Rolfe
- Cheirostylis liukiuensis Masam.
- Cheirostylis malipoensis X.H.Jin & S.C.Chen
- Cheirostylis malleifera E.C.Parish & Rchb.f.
- Cheirostylis marmorifolia Aver.
- Cheirostylis merrillii (Ames & Quisumb.) Ormerod
- Cheirostylis moniliformis (Griff.) Seidenf.
- Cheirostylis montana Blume
- Cheirostylis monteiroi S.Y.Hu & Barretto
- Cheirostylis notialis D.L.Jones
- Cheirostylis nuda (Thouars) Ormerod
- Cheirostylis octodactyla Ames
- Cheirostylis okabeana Tuyama
- Cheirostylis orobanchoides (F.Muell.) D.L.Jones & M.A.Clem.
- Cheirostylis ovata (F.M.Bailey) Schltr.
- Cheirostylis parvifolia Lindl.
- Cheirostylis pingbianensis K.Y.Lang
- Cheirostylis pubescens E.C.Parish & Rchb.f.
- Cheirostylis pusilla Lindl.
- Cheirostylis raymundii Schltr.
- Cheirostylis rubrifolius T.P.Lin & W.M.Lin
- Cheirostylis seidenfadeniana Sath.Kumar & F.N.Rasm.
- Cheirostylis serpens Aver.
- Cheirostylis sessanica A.N.Rao
- Cheirostylis sherriffii N.Pearce & P.J.Cribb
- Cheirostylis spathulata J.J.Sm.
- Cheirostylis tabiyahanensis (Hayata) N.Pearce & P.J.Cribb
- Cheirostylis takeoi (Hayata) Schltr.
- Cheirostylis thailandica Seidenf.
- Cheirostylis thanmoiensis (Gagnep.) Ormerod
- Cheirostylis tippica A.N.Rao
- Cheirostylis tortilacinia C.S.Leou
- Cheirostylis yunnanensis Rolfe

Selon Tropicos (31 octobre 2017) (Attention liste brute contenant possiblement des synonymes) :
- Cheirostylis anomala Ohwi
- Cheirostylis bhotanensis Tang & F.T. Wang
- Cheirostylis bidentata J.J. Sm.
- Cheirostylis bipunctata Aver.
- Cheirostylis calcarata X.H. Jin & S.C. Chen
- Cheirostylis celebensis P.O'Byrne & J.J. Verm.
- Cheirostylis chalmersii (Schltr.) Schltr.
- Cheirostylis chinensis Rolfe
- Cheirostylis clibborndyeri S.Y. Hu & Barretto
- Cheirostylis cochinchinensis Blume
- Cheirostylis dendrophila Schltr.
- Cheirostylis derchiensis S.S. Ying
- Cheirostylis didymacantha Seidenf.
- Cheirostylis divina (Guinea) Summerh.
- Cheirostylis eglandulosa Aver.
- Cheirostylis filipetala Aver.
- Cheirostylis flabellata Wight
- Cheirostylis foliosa Aver.
- Cheirostylis franchetiana King & Pantl.
- Cheirostylis goldschmidtiana Schltr.
- Cheirostylis grandiflora Blume
- Cheirostylis griffithii Lindl.
- Cheirostylis gunnarii A.N. Rao
- Cheirostylis gymnochiloides (Ridl.) Rchb. f.
- Cheirostylis heterosepala Rchb. f.
- Cheirostylis humblotii Rchb. f.
- Cheirostylis hungyehensis T.P. Lin
- Cheirostylis inabae Hayata
- Cheirostylis jamesleungii S.Y. Hu & Barretto
- Cheirostylis javanica J.J. Sm.
- Cheirostylis josephi Schltr.
- Cheirostylis kabaenae Ormerod
- Cheirostylis kanarensis Blatt. & McCann
- Cheirostylis kanashiroi Ohwi
- Cheirostylis latipetala Aver. & Averyanova
- Cheirostylis lepida (Rchb. f.) Rolfe
- Cheirostylis liukiuensis Masam.
- Cheirostylis longiflora (Rchb. f.) L.O. Williams
- Cheirostylis macrantha Schltr.
- Cheirostylis malipoensis X.H. Jin & S.C. Chen
- Cheirostylis malleifera Parish & Rchb. f.
- Cheirostylis marmorata Lindl. ex Lem.
- Cheirostylis marmorifolia (Aver.) Aver.
- Cheirostylis merrillii (Ames & Quisumb.) Ormerod
- Cheirostylis micrantha Schltr.
- Cheirostylis moniliformis Seidenf.
- Cheirostylis montana Blume
- Cheirostylis monteiroi S.Y. Hu & Barretto
- Cheirostylis munnacampensis A.N. Rao
- Cheirostylis nemorosa Fukuy.
- Cheirostylis notialis D.L. Jones
- Cheirostylis nuda (Thouars) Ormerod
- Cheirostylis octodactyla Ames
- Cheirostylis okabeana Tuyama
- Cheirostylis oligantha Masam. & Fukuy.
- Cheirostylis orobanchoides (F. Muell.) D.L. Jones & M.A.Clem.
- Cheirostylis ovata (F.M. Bailey) Schltr.
- Cheirostylis pabongnensis Lucksom
- Cheirostylis parvifolia Lindl.
- Cheirostylis philippinensis Ames
- Cheirostylis pingbianensis K.Y. Lang
- Cheirostylis pubescens Parish & Rchb. f.
- Cheirostylis pusilla Lindl.
- Cheirostylis quadrilobata Schltr.
- Cheirostylis raymundi Schltr.
- Cheirostylis rubrifolius T.P. Lin & W.M. Lin
- Cheirostylis sarcopus Schltr.
- Cheirostylis schliebenii Mansf. ex Schlieb.
- Cheirostylis seidenfadeniana Sath. Kumar & F.N. Rasm.
- Cheirostylis serpens Aver.
- Cheirostylis sessanica Nag. Rao
- Cheirostylis sherriffii N. Pearce & P.J. Cribb
- Cheirostylis spathulata J.J. Sm.
- Cheirostylis tabiyahanensis (Hayata) N. Pearce & P.J. Cribb
- Cheirostylis taichungensis S.S. Ying
- Cheirostylis tairae (Fukuy.) Masam.
- Cheirostylis taiwanensis Yamam.
- Cheirostylis takeoi (Hayata) Schltr.
- Cheirostylis tatewakii Masam.
- Cheirostylis thailandica Seidenf.
- Cheirostylis thanmoiensis (Gagnep.) Ormerod
- Cheirostylis tippica A.N. Rao
- Cheirostylis tortilacinia C.S. Leou
- Cheirostylis yunnanensis Rolfe